# Perché uccidi ancora
Perché uccidi ancora è un film western del 1965, diretto da José Antonio de la Loma e Edoardo Mulargia.

## Trama
Un corteo di uomini armati traina l'anziano McDougall lungo il paese, uccidendolo poi con 15 colpi sparati da altrettanti uomini del clan dei Lopez. La notizia raggiunge il figlio Steven, che si dirige al villaggio dopo anni di assenza e che uccide tre assalitori durante la visita alla tomba del padre. Nel ritornare a casa, Steven McDougall comunica alla sorella Judy e allo zio che ha disertato l'esercito per vendicare la morte del padre.
I Lopez decretano la morte di Steven, mentre con spregiudicatezza organizzano il loro commercio d'armi, decidendo di non pagare i fornitori, uccidendoli e appropriandosi della merce. All'interno del gruppo non tutti sono d'accordo, a partire da Rojo arrivando alla figlia del capo: Pilar si reca infatti da Steven, comunicandogli il proprio amore, ma venendo da lui respinta. Il gruppo di Lopez attacca la casa dei McDougall poco dopo, ma dalla sparatoria si salva solo Manuel Lopez, che fugge in paese e viene ucciso da Steven. Nel riportare il corpo dall'anziano capofamiglia, ordina a Lopez di lasciare il villaggio, ma ottiene l'effetto contrario.
Lopez decide di assoldare un pistolero chiamato El Gringo mentre Judy e lo zio Andy si allontanano dal paese. In un locale, tre uomini e il fratello del Gringo bloccano casualmente McDougall, ma vengono uccisi grazie al suo ingegno. Costretto alla fuga dal sopraggiungere di soldati alla sua ricerca, Steven intercetta e blocca la carovana di armi dei Lopez, mentre El Gringo cattura la sorella di McDougall uccidendone lo zio e un soldato messovi a protezione. Judy viene picchiata nel tentativo di estorcerle la posizione del fratello e Pilar sembra essere l'unica della famiglia intenzionata a porre fine alla violenza, ma non ottiene approvazione.
Alle spalle di Steven ricade la colpa della morte del soldato e si scatena un caccia tra i rimanenti militare e gli uomini del Gringo per catturare McDougall. Entrambi falliscono e Lopez decide di allontanare El Gringo, il quale uccide Lopez e Pilar dopo aversi visto negare un riscatto per la morte del fratello. Steven capisce che di essere stato incolpato da Lopez per l'uccisione del soldato e si precipita al ranch, dove trova Pilar morente che lo informa del rapimento di Judy. Dopo aver chiesto di essere baciata, Pilar muore tra le braccia di Steven, il quale si dirige verso il passo Corvo parallelamente ai soldati.
Dopo una lunga ricorsa, El Gringo decide di affrontare McDougall per vendicare la morte del fratello e riesce a disarmarlo tenendo in ostaggio Judy. Rojo si inserisce nel confronto liberandone la sorella, ma rimane ucciso mentre Steven viene ferito. Nel tentativo di bloccare l'esecuzione del fratello, Judy colpisce El Gringo con una pietra e permette a Steven di recuperare la pistola e ucciderlo. I soldati raggiungono la sparatoria e prendono in consegna McDougall per la diserzione: Steven si separa così dalla sorella, che in compagnia del becchino lo vede allontanarsi.

## Distribuzione
La pellicola venne distribuita nelle sale cinematografiche italiane il 14 dicembre 1965, mentre in quelle spagnole il 24 gennaio 1968.